# Refletor parabólico

Parabolóide circular.

Raios paralelos incidentes sobre um reflector parabólico são focados sobre o ponto F (ponto focal).

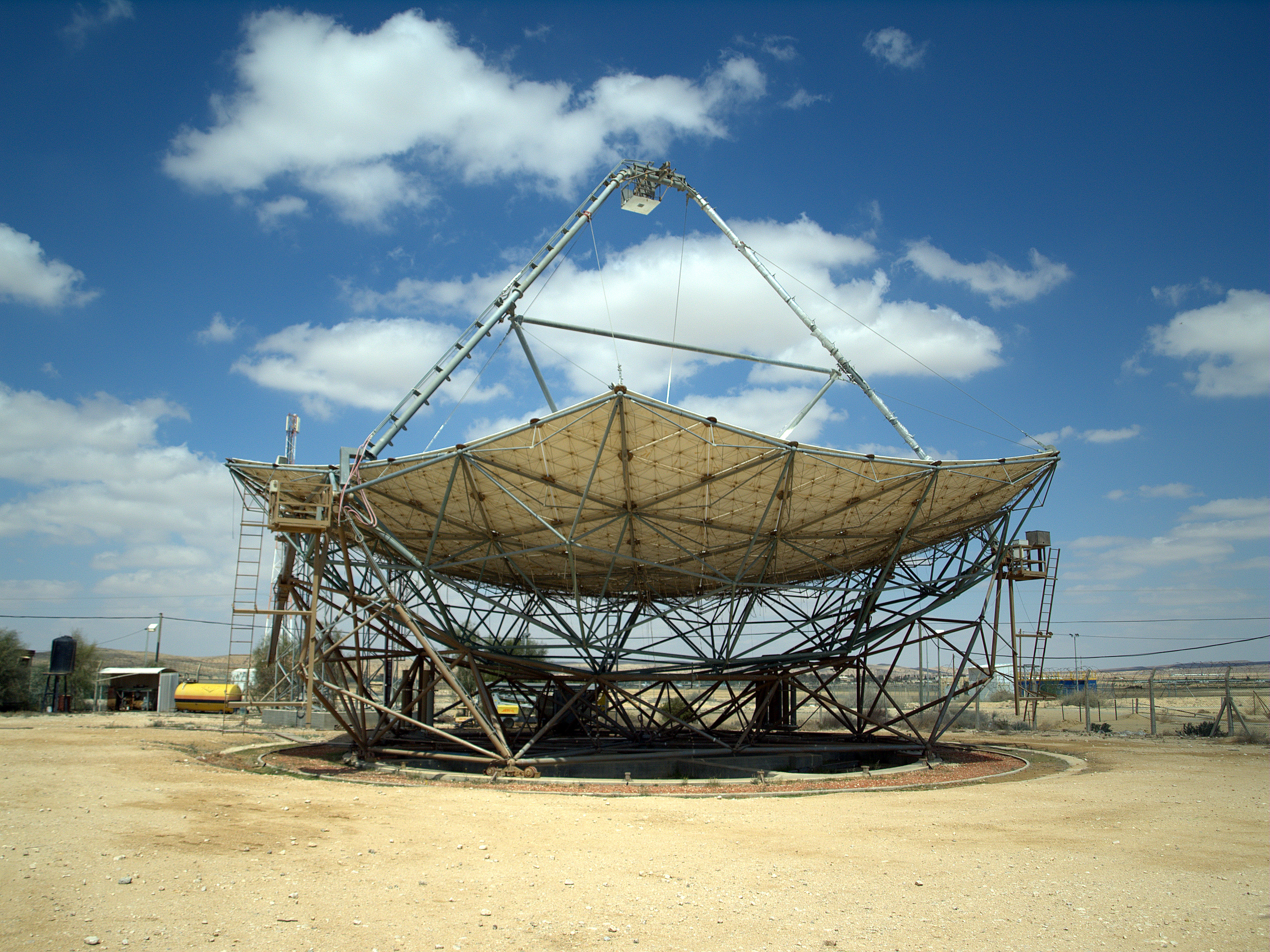
Um dos maiores reflectores parabólicos utilizados para captação de energia solar (Ben-Gurion National Solar Energy Center em Israel).

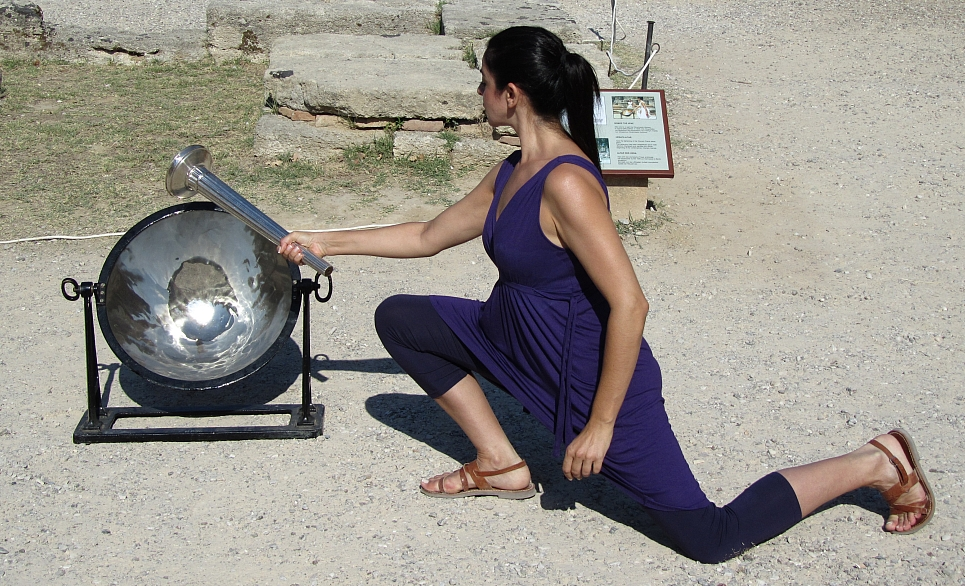
Reflector parabólico utilizado para acender a tocha olímpica.

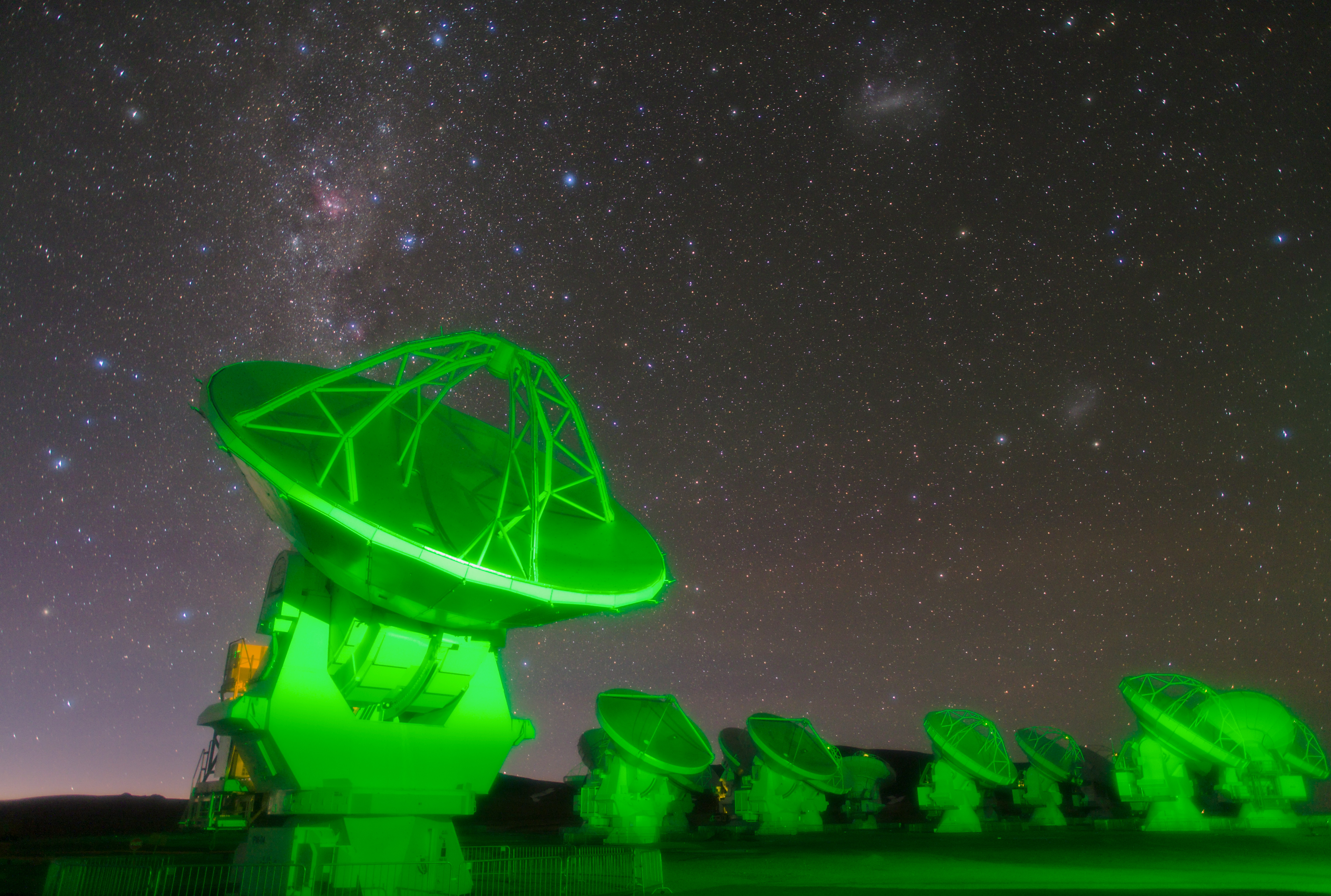
Antenas do Atacama Large Millimeter Array (ALMA) no planalto de Chajnantor.

Reflector parabólico, também por vezes designado por reflector paraboloide, reflector paraboloidal ou simplesmente por parabólica, é um tipo de superfície reflectora utilizada para captar ou projectar energia associada a processos ondulatórios, como a luz, a radiação infravermelha ou qualquer outra forma de radiação electromagnética, ou o som e outras formas de ondas de pressão. O reflector é construído recorrendo a uma secção de um parabolóide circular gerado pela revolução de uma parábola em torno do seu eixo. Quando ocorra reflexão especular, em que há igualdade entre o ângulo de incidência e o ângulo de reflecção, o reflector parabólico transforma uma onda plana incidente numa onda esférica convergente sobre o seu foco. Pela mesma razão, uma onda esférica gerada por uma fonte pontual colocada no foco do reflector é reflectida como uma onda plana que se propaga no espaço como um feixe colimado ao longo do eixo da parábola.

## Aplicações
A faculdade de transformar ondas planas em ondas esféricas concentradas sobre o foco do reflector, e vice-versa, torna os reflectores parabólicos importantes instrumentos na recepção e na emissão de energia associada a fenómenos ondulatórios.
Como receptor, são utilizados:
- Como colectores da energia emitida por fontes distantes, como a luz ou a radiação electromagnética emitida por uma estrela ou outros objectos celestes distantes, em radiotelescópios e telescópios de reflexão;
- Na captação de radiação de fraca intensidade, como nas antenas parabólicas usadas para a recepção de emissões de televisão ou de rádio via satélite e em antenas parabólicas associadas à recepção de microondas;
- Em colectores solares, concentradores solares, fornos solares e outros dispositivos destinados a concentrar a radiação solar;
- Na captação de som em microfones direccionais utilizados para registo de sons distantes ou de baixa intensidade, incluindo o estudo do canto de aves e do som produzido por animais, a detecção de infra-sons e ultra-sons, a espionagem e aplicações similares;

Como emissor/receptor:
- Na construção de radares e equipamentos similares em que a mesma antena é utilizada para emissão e recepção do sinal reflectido;
- Na produção de estruturas de telecomunicações assentes sobre feixes de microondas), concentrando-a sobre o ponto focal onde é captada por um equipamento receptor adequado[2] e onde se situa uma fonte de microondas que permite a operação bidireccional do feixe;
- Nas antenas destinadas a manter comunicações bidireccionais com satélites, sondas e naves espaciais e outras veículos localizados a grande distância.

Como emissor:
- Em luzes automotivas, reflectores de focos utilizados para iluminação cénica em teatros, televisão e cinema e outros dispositivos de iluminação;
- Em instrumentos musicais, megafones e outros dispositivos sonoros em que se pretenda a projecção do som numa direcção determinada.

Este tipo de reflectores é preferido em situações em que se pretenda mitigar os efeitos da aberração esférica produzida por reflectores esféricos. Como os mecanismos da reflexão são reversíveis, os reflectores parabólicos podem ser utilizados para projectar a energia de uma fonte no seu foco como como um feixe paralelo ao seu eixo.
No presente, as aplicações mais comuns dos dispositivos baseados em reflectores parabólicos são a construção de antenas parabólicas para recepção de emissões via satélite, na construção de telescópios de reflexão, radiotelescópios, microfones parabólicos, fornos solares e múltiplos tipos de equipamentos de iluminação eléctrica, incluindo a iluminação automóvel, lâmpadas PAR e luminárias LED.
A chama olímpica é tradicionalmente acesa em Olímpia, na Grécia, usando um reflector parabólico que concentra a radiação solar sobre um material inflamável, sendo depois transportada numa tocha olímpica até ao local de realização dos Jogos Olímpicos. Os espelhos parabólicos são a forma mais comum de espelho ardente (ou espelho ustório).
Outra utilização comum de espelhos parabólicos é na criação de ilusões ópticas. Produtos como o Mirageconsistem em dois espelhos parabólicos opostos, colocados um sobre o outro, com uma abertura no centro do espelho superior. Quando um objecto é colocado sob o espelho inferior, os espelhos criam uma imagem real que é uma cópia virtualmente do original que aparece na abertura. A Qualidade da imagem depende da precisão óptica dos espelhos, razão pela qual alguns desses instrumentos são fabricados com uma tolerância inferior a um milionésimo da polegada.
Um reflector parabólico com a concavidade para cima pode ser produzido rodando a alta velocidade um líquido reflector, como o mercúrio, em torno de um eixo vertical. O telescópio de espelho líquido baseia-se neste conceito. A mesma técnica é utilizada para construir reflectores sólidos, utilizando material fundido num forno rotativo que é deixado arrefecer e solidificar em plena rotação.
Reflectores parabólicos são também uma excelente alternativa à amplificação do sinal da Internet transmitidas por microondas (redes wireless). Mesmo com pequenas parábolas têm sido reportados ganhos superiores a 3 dB.

## Desenvolvimento e teoria
Os princípio geométricos e ópticos em que se baseia a construção de reflectores parabólicos e os espelhos esféricos são conhecidos desde Antiguidade Clássica, quando o matemático Diocles os descreveu na sua obra Sobre os espelhos ardentes, provando que concentram um feixe paralelo de luz num ponto localizado no foco do reflector.
Arquimedes, no século III a.C., estudou parabolóides como parte do seu estudo sobre o equilíbrio hidrostático, tendo sido alegado que teria usado reflectores da luz solar para incendiar a frota romana durante o cerco de Siracusa no ano 212 a.C. Essa alegação é contudo pouco provável que seja verdade, pois não aparece em fontes anteriores ao século II e Diocles não a menciona no seu livro.
Os espelhos parabólicos foram também estudados pelo físico Ibn Sahl no século X.
O astrónomo e matemático James Gregory, na sua obra Optica Promota (1663), destacou que a construção de um telescópio reflector recorrendo a um espelho parabólico permitiria corrigir a aberração esférica e a aberração cromática presentes nos telescópios refractores. O projecto de reflector por ele elaborado recebeu a designação de telescópio gregoriano em sua homenagem. Contudo, segundo a sua própria admissão, Gregory não tinha habilidade prática e não conseguiu encontrar um óptico capaz de construir um aparelho segundo o seu projecto.
Isaac Newton conhecia as propriedades dos reflectores parabólicos, mas optou por uma forma esférica para o espelho do seu telescópio newtoniano, visando simplificar a construção.
Era comum utilizar nos faróis espelhos parabólicos para colimar o ponto de luz produzido pela lanterna num feixe que depois era projectado na direcção pretendida. Esse uso foi em meados do século XIX substituído pela utilização de dispositivos baseados numa lente de Fresnel, opticamente mais eficientes e mais fáceis de manter.
Apesar de na linguagem comum este tipo de reflectores serem em geral designados por reflectores parabólicos, implicando que seriam derivados de parábolas, na verdade estas são figuras bidimensionais. A forma tridimensional destes reflectores é na realidade um paraboloide, sendo do ponto de vista da correcção formal preferível designá-los por reflectores paraboloides ou reflectores paraboloidais.
As dimensões de um disco paraboloide estão relacionadas pela equação:
onde {\displaystyle \scriptstyle F} é a distância focal; {\displaystyle \scriptstyle D} é a profundidade do disco (medido ao longo do eixo de simetria desde o vértice ao plano que contém o bordo superior do disco); e {\displaystyle \scriptstyle R} é o raio do bordo (boca do disco). Quando expressas nas mesmas unidades, se duas destas quantidades forem conhecidas, a equação permite determinar a terceira.
Para determinar o diâmetro do disco, medido ao longo da sua superfície interna, é necessária uma equação mais complexa. Este diâmetro, por vezes referido como o diâmetro linear, é igual à área de uma folha plana circular que, quando moldada, permitiria recobrir interiramente a superfície ineterna do disco. Dois resultados intermédios são úteis no cálculo:
e
onde {\displaystyle \scriptstyle F,} {\displaystyle \scriptstyle D} e {\displaystyle \scriptstyle R} são definidos como acima. O diâmetro do disco, medido ao longo da superfície, é dado por:
onde o termo {\displaystyle \scriptstyle \ln(x)} é o logaritmo natural de {\displaystyle \scriptstyle x}, i.e. o logaritmo na base "e".
O volume do disco, medido como o volume compreendido entre o vértice e o plano que contém o bordo do disco (a capacidade do wok paraboloidal), é dado por:
onde os símbolos mantém a definição dada acima. A fórmula pode ser compareda com as fórmulas que permitem determinar os volumes de um cilindro:
de uma hemisfera:
 (onde {\displaystyle \scriptstyle D=R)}
ou de um cone:
Claro que o termo {\displaystyle \scriptstyle \pi R^{2}} que aparece nas equações acima é a área da abertura (boca) do disco, a área delimitada pelo bordo, a qual determina, por uma proporcionalidade directa, a quantidade de energia ondulatória que o disco pode interceptar ou transmitir.
O reflector parabólico funciona devido às propriedades geométricas da forma paraboloidal: cada raio incidente que seja paralelo ao eixo do disco é reflectido para o ponto central, ou "foco", do paraboloide.  Porque muitos tipos de energia podem ser reflectidos por este mecanismo, os reflectores parabólicos podem ser usados para colectar e concentrar a energia que entra no reflector quando incida segundo um ângulo particular. Da mesma forma, energia radiando do foco do disco pode ser transmitida para fora do disco num feixe que é paralelo ao seu eixo.
Em contraste com os reflectores esféricos, que produzem aberração esférica que se intensifica com o rácio entre o diâmetro do feixe e e a distância focal, os reflectores parabólicos podem ser construídos para acomodar feixes de qualquer largura. Contudo, se o feixe incidente fizer um ângulo não nulo com o eixo do parabolóide (ou se o ponto emissor não estiver perfeitamente localizado no foco), os reflectores parabólicos sofrem de um tipo de aberração designado por coma. Este  efeito apenas releva quando o reflector se destine a um telescópio ou outro equipamento formador de imagem, já que as outras aplicações não requerem resolução acurada fora do eixo da parábola.